# Exposition d'été de la Royal Academy

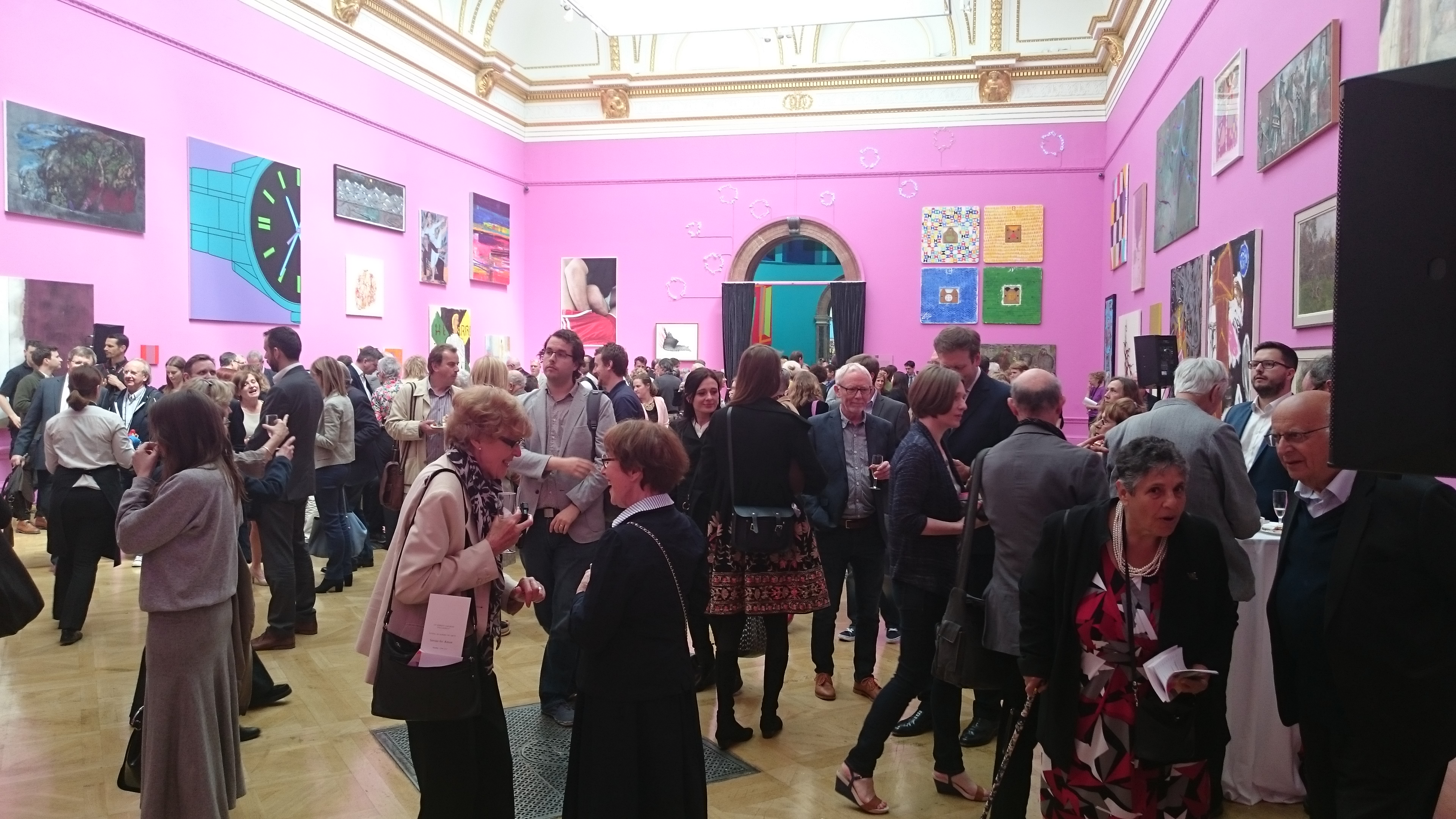
Exposition d'été de la Royal Academy en 2015.

L'exposition d'été de la Royal Academy (en anglais : Royal Academy Summer Exhibition) est une exposition d'art organisée chaque année par la Royal Academy à la Burlington House, à Londres, pendant les mois d'été de juin, juillet et août.
L'exposition comprend des peintures, estampes, dessins, sculptures et des dessins architecturaux.

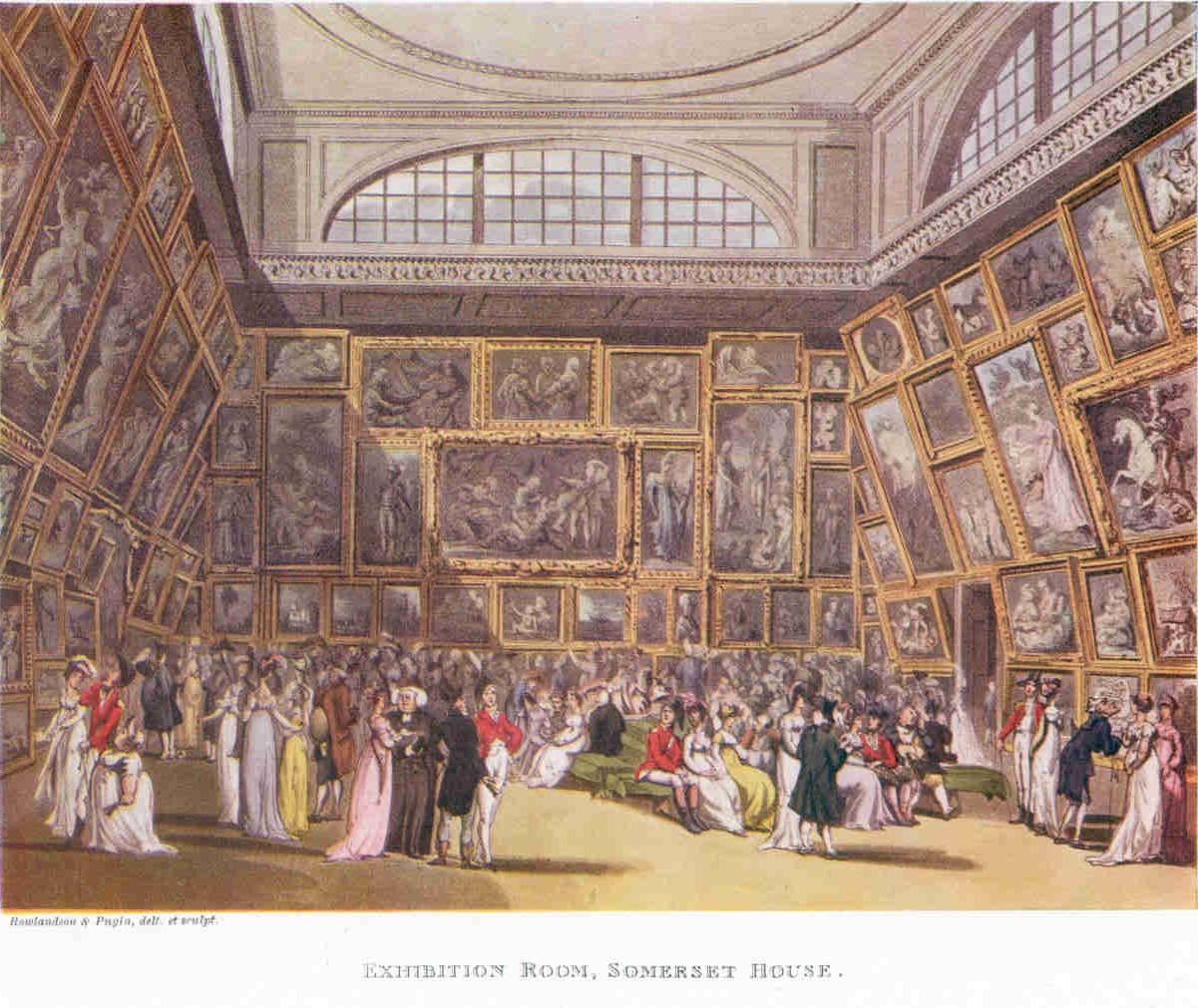
Thomas Rowlandson et Augustus Pugin, The Exhibition Room at Somerset House, 1808.